# Physocephala diffusa
Physocephala diffusa är en tvåvingeart som beskrevs av Enrico Adelelmo Brunetti 1923. Physocephala diffusa ingår i släktet Physocephala och familjen stekelflugor. Inga underarter finns listade i Catalogue of Life.